# Tolia Nikiprowetzky
Pour les articles homonymes, voir Nikiprowetzky.
Tolia Nikiprowetzky, officiellement Anatole Nikiprowetzki, né le 25 septembre 1916 à Théodosie dans l'Empire russe et mort le 5 mai 1997 à Paris, est un compositeur français d'origine russe et un ethno-musicologue.

## Biographie
C'est à Marseille où ses parents arrivent en 1923 que Nikiprowetzky commence ses études musicales au conservatoire.
En 1937, il s'installe à Paris où il travaille avec Simone Plé-Caussade (fugue et contrepoint), Louis Laloy (histoire de la musique) puis après la guerre, avec René Leibowitz.
Entre 1950 et 1955, il réside au Maroc où il participe à la direction musicale de Radio-Maroc.
Rentré en France, il entre à la SORAFORM (future OCORA) et continue à s'intéresser à la musique traditionnelle africaine. Il dirige la discothèque de l'OCORA et est à l'origine d'une illustre collection de disques de musique extra-européenne. Il effectue d'autres missions en Afrique de collecte et d'études pour cet organisme.
Influencé par l'écriture modale, Nikiprowetzky a par la suite utilisé la technique sérielle et s'est intéressé à la musique électronique et concrète.
Il est le compositeur de la musique de l'ancien hymne national mauritanien.

## Œuvres instrumentales
- Sonate pour piano (1960)
- 13 Études pour piano
- Adagio pour orchestre à cordes (1955)
- Diptyque pour orchestre à cordes (1963)
- Sinfonietta (1954)
- Symphonie Logos 5 (1964)
- Hommage à Antonio Gaudi (1965)
- Quintette à vent et orchestre à cordes

## Musique vocale
- Prière du soir pour chant et piano (1944)
- 4 mélodies pour soprano et piano (1949)
- Cantate en trois psaumes, pour ensemble vocal et 4 instruments (1958)
- Les Chants de la fille seule, pour mezzo-soprano et orchestre 1959)
- 3 poèmes d'Y.Bonnefoy pour ensemble vocal et piano (1962)
- Numinis sacra pour ténor solo, chœur et six potentiomètres (1967)

## Musique théâtrale
- La Nuit déchirée (1952)
- Macbeth en sa nuit, tragédie chorégraphique (1953)

## Opéras
- Les Noces d'ombre, conte lyrique (1957)
- La Fête et les masques, opéra en 2 actes et 5 tableaux (1970)
- La Veuve du Héros, opéra de chambre en un acte (1970)
- Le Sourire de l'Autre, action lyrique en un acte (1979)

## Ses écrits
- Musiques du Cameroun, Nomades du Niger, coll. OCORA
- Trois aspects de la musique africaine, Paris, OCORA, 1965

Il a dirigé la publication de La Musique dans la vie, 2 vol.; Paris, OCCORA, 1967-69